# Le Merzer
Le Merzer (bretonisch:  Ar Merzher) ist eine französische Gemeinde mit 974 Einwohnern (Stand: 1. Januar 2022) im Département Côtes-d’Armor in der Region Bretagne.

## Geographie
Umgeben wird Le Merzer von den Gemeinden Pommerit-le-Vicomte im Norden, von Bringolo im Osten, von Coat-Mohan im Süden und von Saint-Patern im Westen.

## Bevölkerungsentwicklung
| 1962 | 1968 | 1975 | 1982 | 1990 | 1999 | 2008 | 2012 |
| 583  | 608  | 540  | 700  | 715  | 799  | 857  | 964  |

## Baudenkmäler
Siehe: Liste der Monuments historiques in Le Merzer